# Doryodes leucorhabda
Doryodes leucorhabda är en fjärilsart som beskrevs av Jones 1908. Doryodes leucorhabda ingår i släktet Doryodes och familjen nattflyn. Inga underarter finns listade i Catalogue of Life.